# Церква Преображення Господнього (Козівка)
Церква Преображення Господнього в Козівці — парафія і храм греко-католицької громади Козівського деканату Тернопільсько-Зборівської архієпархії Української греко-католицької церкви в селі Козівка Тернопільського району Тернопільської области.

## Історія церкви
З архівних джерел відомо, що у 1776 році в селі Козівка була дерев'яна церква Різдва Христового, яка функціонує досі. Старої ж церкви Положення Ризи Пресвятої Богородиці вже немає.
Цю невелику дерев'яну церкву в село привіз граф Яків Потоцький. На той час у селі проживало 830 греко-католиків, 116 римо-католиків і три родини юдеїв. Працювала однокласова школа, де 160 дітей навчалися українською мовою.
Парафія була заснована у 1773 році.
У 1995 році, на Квітну неділю, парафію відвідав владика Михаїл Колтун. У 2006 році владика Василій Семенюк освятив новий храм Преображення Господнього, будівництво якого розпочалося у 2002 році.
При парафії діють такі спільноти: Марійська і Вівтарна дружини, братства «Апостольства молитви» та Матері Божої Неустанної Помочі, а також церковне братство і сестринство.
На території парафії встановлено хрест на честь скасування панщини, фігура Незалежності, а також інші хрести й фігури.
У власності парафії є старе проборство, яке знаходиться в аварійному стані.

## Парохи
- о. Лужицький,
- о. Войтович,
- о. Петро Процик,
- о. Олександр Бачинський,
- о. Гороховський,
- о. Штокало,
- о. Сембратович,
- о. Сікора,
- о. Гаврилюк,
- о. В. Вознюк,
- о. Володимир Письо,
- о. Михайло Вересюк (грудень 1989—1992),
- о. Іван Кравець (з 1992).